# Hydriomena autumnalis
Hydriomena autumnalis là một loài bướm đêm trong họ Geometridae.